# Dobromir Chrysus
Dobromir (sfârșitul secolului al XII-lea și primii ani ai secolului al XIII-lea, supranumit de către bizantini Chrysos (Hriz) (în limba bulgară Добромир Хриз, în limba greacă Δοβρομηρός Χρυσός), a fost conducătorul unei formațiuni statale a vlahilor de la sud de Dunăre in regiunea Meglen, în timpul domniei împăratului bizantin Alexios al III-lea Angelos. Deși avea un nume slav, era vlah din naștere (Vlachos to genos). Era originar din zona munților Balcani. S-a răsculat împotriva împăratului Alexis al III-lea în 1197 și a rezistat unei campanii imperiale, mai ales unui asediu al romanilor împotriva cetății Prosek. A stăpânit regiunea dintre Strymon și Vardar, incluzând Strumița și fortăreața Prosek. Ultima mențiune a sa se referă la anul 1202. Formațiunea sa statală este localizată în estul Macedoniei, în jurul văii râului Vardar, în regiunea Meglen.

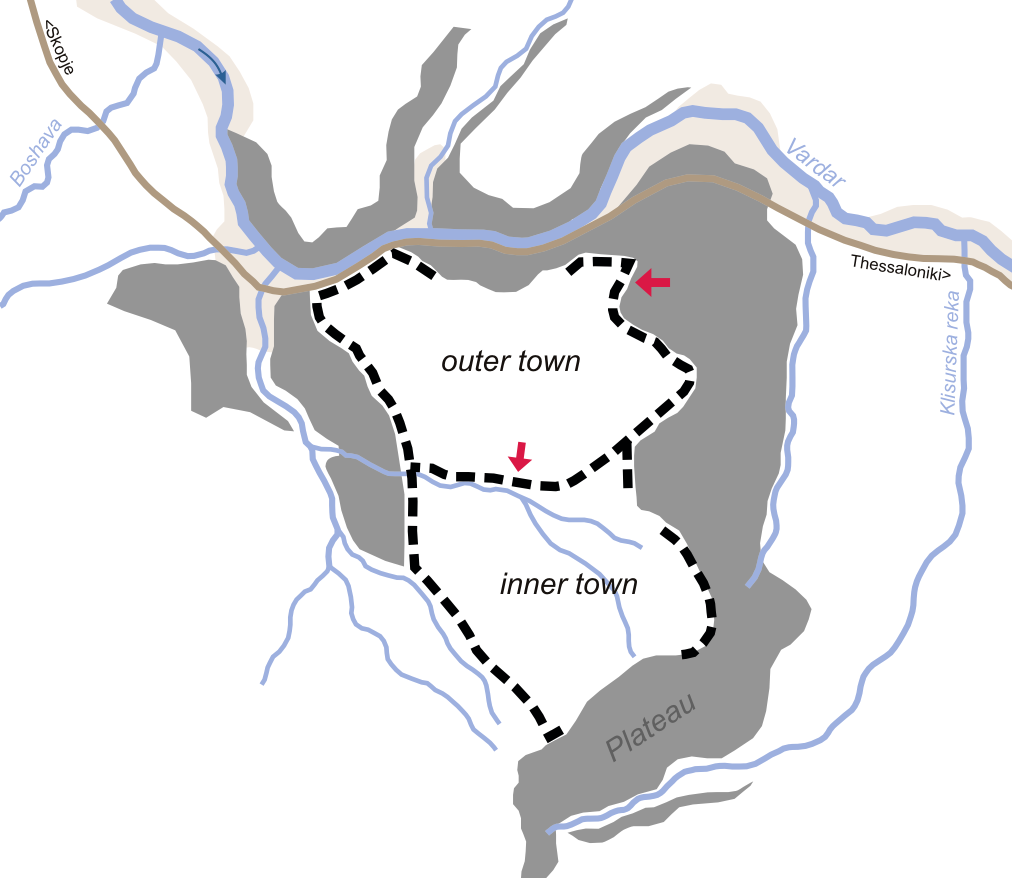
Planul fortăreței Prosek, sediul lui Dobromir Chrysus

Deși era deja căsătorit, Dobromir Chrysus a divorțat din rațiuni politice, anume pentru a lua de soție pe o fiică a nobilului bizantin Manuel Kamytzes. La rândul ei, noua soție a fost nevoită să renunțe la soțul său din acel moment. Noua căsătorie a avut loc în 1198. În jur de 1200, Dobromir s-a căsătorit pentru a treia oară, luând de soție pe nepoata împăratului Alexios al III-lea Angelos Theodora Angelina, care fusese deja soția unui rival al lui Dobromir din Balcani, Ivancu, iar ulterior se va mărita și ea pentru a treia oară, anume cu ducele Leopold al VI-lea de Austria.
Ioan Nenițescu (1895) și George Murnu (1913) considerau că meglenoromânii din regiunea Meglen sunt urmași ai vlahilor descendenți din Imperiul Româno-Bulgar.
În 1202, pământurile stăpânite de către Dobromir Chrysus au fost cucerite de către țarul Ioniță Caloian, care le va alipi celui de Țaratul Vlaho-Bulgar. 
Theodor Capidan  scriind despre meglenoromânii din Valea râului Vardar (pe care se află și cetatea Prosek) menționează posibilitatea ca aceștia să fi fost urmașii vlahilor care s-au remarcat în timpul Țaratului vlaho - bulgar. La fel și Pericle Papahagi a scris că meglenoromânii ar fi urmașii ducatului condus de Cruș (Chrysus), „care se întindea la părțile meridionale ale Bulgariei de vest și ale Sârbiei de azi.” Capitala acestui regat era Prosek și cuprindea ținutul Prizrenei și al Scopiei, peste Veles, Iștip, Strumița, Meglenia, până la Serres. „Cu stingerea dinastiei Asăneștilor (1257) trebuie, după părerea noastră, să înceapă momentul însemnat, când dezvoltarea limbii române se face la daco-români și macedo-români în mod separat. 